# Helene Badziong
Helene Badziong (* 18. Juli 1917 in Gelsenkirchen; † 26. Juli 1998 ebenda) war eine deutsche Widerstandskämpferin gegen den Nationalsozialismus, Mitgründerin der Gewerkschaft IG Bergbau und Frauenrechtlerin.

## Leben
Helene Badziong stammt aus Buer und wurde dort am 18. Juli 1917 als eines von elf Kindern, von denen neun älter als sie waren, geboren und evangelisch getauft. Sie war die Tochter von Wilhelm Badziong, der Schlepper im Bergbau und Mitbegründer der SPD in Gelsenkirchen-Erle war. In ihrer Familie waren viele Mitglieder fest im sozialistischen Arbeitermilieu verwurzelt. Ihr ältester Bruder Gustav Badziong (* 18. November 1896) war wie ihr Vater Bergmann, zudem Betriebsrat auf der Zeche Graf Bismarck und Stadtverordneter von Gelsenkirchen. Er trat 1923 der KPD bei und war dort Mitglied bis zu ihrer Zerschlagung nach der Machtergreifung im Jahr 1933. Nach 1933 wurde Gustav Badziong mehrfach durch das NS-Regime verhaftet und inhaftiert, darunter auch nach einer Verurteilung wegen Hochverrats von Oktober 1934 bis Mai 1939 in der Außenstelle der Strafanstalt Wiesmoor in Stapelermoor (Ostfriesland), die der Strafanstalt Lingen unterstand.
Helene Badziong besuchte eine nicht-konfessionelle Schule, und wie ihr Vater und ihr Bruder war sie früh politisch interessiert. Sie trat den Naturfreunden bei und wurde Gruppenleiterin bei der sozialistischen Jugend. Mit 15 Jahren begann sie im Jahr 1932 eine Lehre als Textilwerkerin in Gronau und trat in die Textilgewerkschaft ein. Nach der Machtergreifung der Nationalsozialisten wurden Vereinigungen und Gewerkschaften verboten. Dies galt auch für die Textilgewerkschaft. Von Mai 1933 bis Mai 1934 lebte Badziong im damals preußischen Landsberg an der Warthe (heute Gorzów Wielkopolski) und von Juni 1934 bis Januar 1935 wieder in Buer-Erle. Sie begann für den Widerstand gegen die Nationalsozialisten zu arbeiten. Im Januar 1935 zog sie nach Gronau, arbeitete dort in einer Baumwollspinnerei und half vom NS-Regime verfolgten Menschen in die angrenzenden Niederlande zu flüchten. Sie war außerdem am Schmuggel oppositioneller Schriften aus den Niederlanden ins Ruhrgebiet beteiligt, die für kommunistische Widerstandsgruppen bestimmt waren und vermittelte Kontakte zu anderen Widerstandskämpfern.
Nachdem sie mit ihren Genossen im September 1936 verraten worden war, wurde sie am 14. September von der Gestapo verhaftet und in das Polizeigefängnis in der Gelsenkirchener Ahstraße 24 gebracht. Dort wurde sie brutal verhört und schwer misshandelt. Danach wurde sie erst in das Gerichtsgefängnis in der Munkelstraße und dann nach Essen ins Gefängnis verlegt. Vor dem Oberlandesgericht Hamm fand am 10. April 1937 ihr Prozess statt; mit ihr wurden 26 weitere Personen, darunter auch ihr Schwager Wilhelm Michels, angeklagt und verurteilt. Sie selbst wurde wegen „Vorbereitung zum Hochverrat“ zu einer Haftstrafe von 18 Monaten verurteilt. Im Dezember 1937 kam sie auf Bewährung frei und musste sich nun regelmäßig bei der Gestapo melden. Sie schlug sich nach der Entlassung aus dem Gefängnis mit Gelegenheitsarbeiten durch, unter anderem in Gronau und Cuxhaven, fand dann nach der Rückkehr nach  Buer-Erle Anfang September 1939 eine Anstellung in der Gutehoffnungshütte in Gelsenkirchen. Es folgte eine Ausbildung in Gesundheits-, Jugend- und Wohlfahrtsfürsorge auf einer Wohlfahrtsschule in Dortmund, die sie jedoch aufgrund ihrer Vorstrafe nicht abschließen durfte. Dennoch konnte sie als Werksfürsorgerin in der Hütte in Oberhausen arbeiten. Auch nach ihrer Entlassung aus der Haft blieb sie im Widerstand und war im März 1945 Teil einer illegalen Gruppe von antifaschistisch aktiven Bergarbeitern, zu denen auch ihr Bruder Gustav gehörte. Ihre Aufgabe war die politische Schulung von Fabrikarbeiterinnen. Unmittelbar nach Kriegsende im Ruhrgebiet, im April 1945, trafen sich Delegierte unterschiedlicher Industriezweige, um die Gewerkschaften wiederaufzubauen.
Im Mai 1945 kehrte Badziong ganz nach Gelsenkirchen zurück. Sie wohnte in der Schievenstraße 58 und betätigte sich in der Bergbau-Gewerkschaft in Gelsenkirchen-Buer. Dort kümmerte sie sich um die Betreuung und Förderung der weiblichen Mitglieder der IG Bergbau und Energie. Sie fuhr mit ihrem Motorrad zu den Veranstaltungen und gehörte 1946 zu den Mitbegründerinnen des gewerkschaftlichen Frauenhauptausschusses der Bundesrepublik, dem sie über 30 Jahre angehörte und für den sie an zahlreichen Frauenkonferenzen und -ausschüssen als Delegierte des Bereichs Ruhr-Nordwest teilnahm. Ihr Schwerpunkt war die Emanzipation und die Rechte der Frau.
Als Schöffin, Geschworene und ehrenamtliche Arbeitsrichterin war sie viele Jahre tätig. Für die Gewerkschaft IG Bergbau und Energie arbeitete sie bis zu ihrer Pensionierung im August 1977. Auch danach blieb sie weiter aktiv. Mit ihrer Partnerin Marlies lebte sie bis zu ihrem Tod kurz nach ihrem 81. Geburtstag zusammen. Sie starb am 26. Juli 1998 in Gelsenkirchen.

## Ehrungen
- Das Bundesverdienstkreuz am Band wurde ihr am 11. August 1980 für ihr langjähriges engagiertes Wirken verliehen.[2]
- Im Oktober 2022 wurde ihr eine Straße auf dem Gelände der ehemaligen Zeche Bergmannsglück in Gelsenkirchen-Hassel gewidmet. Sie erinnert an die Widerstandskämpferin und Gewerkschafterin Helene Badziong.[5]
- Am 8. März 2024 wurde Helene Badziong im Rahmen des Projekts Frauenorte in die Liste der FrauenOrte NRW aufgenommen, und es wurde eine Gedenktafel am DGB-Haus der Jugend in Gelsenkirchen angebracht.[4]